# Am I Evil
"Am I Evil" er en sang med det britiske heavy metal band Diamond Head skrevet af Brian Tatler og Sean Harris. Sangen blev første gang udgivet på Diamond Heads unavngivne debutalbum, ofte kaldet "The White Album" i 1980, men blev genindspillet udgivet på albummet Borrowed Time fra  1982. Teksten handler om en persons tanker om hans mor der blev brændt som en heks, og hvordan han vil tage hævn.
Selvom sangen oprindeligt er skrevet af Diamond Head er Metallica stadig mest kendt for at spille den, og har således også været den primære grund til Diamond Head's succes blandt heavy metal fans og bandets genforening i 1992-1993 hvor de indspillede et nyt album.